# Памятник на месте казни декабристов
Памятник на месте казни декабристов — мемориал в Санкт-Петербурге. Расположен на кронверке Петропавловской крепости. Обелиск установлен на месте казни руководителей восстания декабристов в 1975 г., к 150-летней годовщине восстания декабристов.

## История
После подавления восстания декабристов был вынесен приговор Верховного уголовного суда о смертной казни в отношении руководителей восстания П. И. Пестеля, К. Ф. Рылеева, С. И. Муравьёва-Апостола, П. Г. Каховского и М. П. Бестужева-Рюмина. Приговор о смертной казни был исполнен на кронверке Петропавловской крепости 13 (25) июля 1826 года.

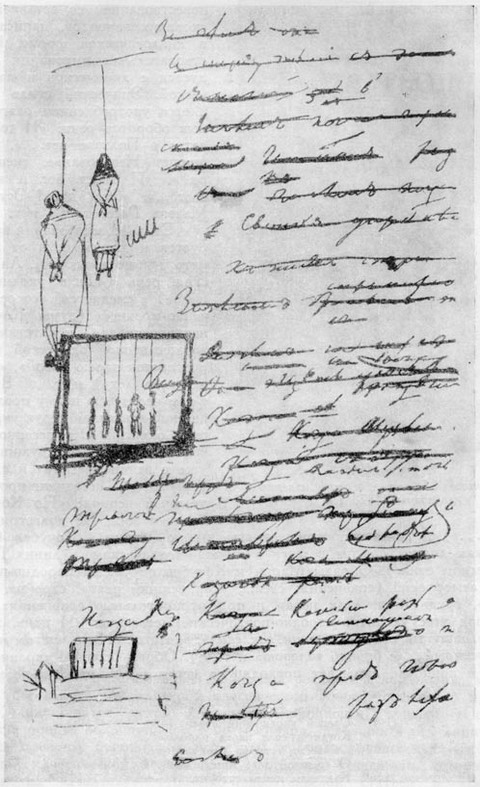
Страница рукописи Пушкина с изображением казнённых декабристов

Свидетельства о казни сохранились в рассказах очевидцев: И. Г. Шнитцлера , Н. В. Путяты, начальника кронверка в Петропавловской крепости В. И. Беркова , участвовавшего в экзекуции помощника полицейского надзирателя , и в мемуарах: записках Пржеславского  и М. А. Бестужева, в письмах И. И. Горбачевского и др. Виселица была выстроена на кронверке Петропавловской крепости. В городе никто, или почти никто, не знал ни о времени, ни о месте экзекуции, поэтому посторонних зрителей было очень немного: не более 150—200 человек. В казни участвовали два палача, которые после оглашения приговора выбили скамейки из-под ног осужденных. В этот момент три петли оборвались, и трое осужденных Рылеев, Муравьёв-Апостол и Каховский упали на эшафот. Это вызвало ропот толпы, ведь в подобном случае спасшиеся чудесным образом осужденные могли надеяться на помилование. Однако, в соответствии с нормами Воинского устава 1714, приговор был приведен в исполнение.
Они всходили один за другим на помост и на скамейки, поставленные рядом под виселицей, в порядке, как было назначено в приговоре. Пестель был крайним с правой, Каховский с левой стороны (для зрителей наоборот: Пестель стоял на левой стороне, Каховский на правой). Каждому обмотали шею веревкой; палач сошел с помоста, и в ту же минуту помост рухнул вниз. Пестель и Каховский повисли; но трое тех, которые были между них, были помилованы смертью. Ужасное зрелище представилось зрителям. Плохо затянутые веревки соскользнули по верху шинелей, и несчастные попадали вниз в разверстую дыру, ударяясь о лестницы и скамейки.
Так как Государь находился в Царском Селе, и никто не посмел отдать приказ об отсрочке казни, то им пришлось, кроме страшных ушибов, два раза испытать предсмертные муки. Помост немедленно поправили и взвели на него упавших... Опять затянули им шеи веревками, и на этот раз успешно. Прошло несколько секунд, и барабанный бой возвестил, что человеческое правосудие исполнилось. Это было в исходе пятого часа.Schnitzler, Johann Heinrich, - Schnitzler, J. H. "Histoire intime de la Russie sous les empereurs Alexandre et Nicolas"(изд. 1847 г.)
Свидетели и мемуаристы приводили разноречивые сведения о месте казни декабристов, однако в результате проведенных изысканий удалось определить точное место казни на кронверке Петропавловской крепости.

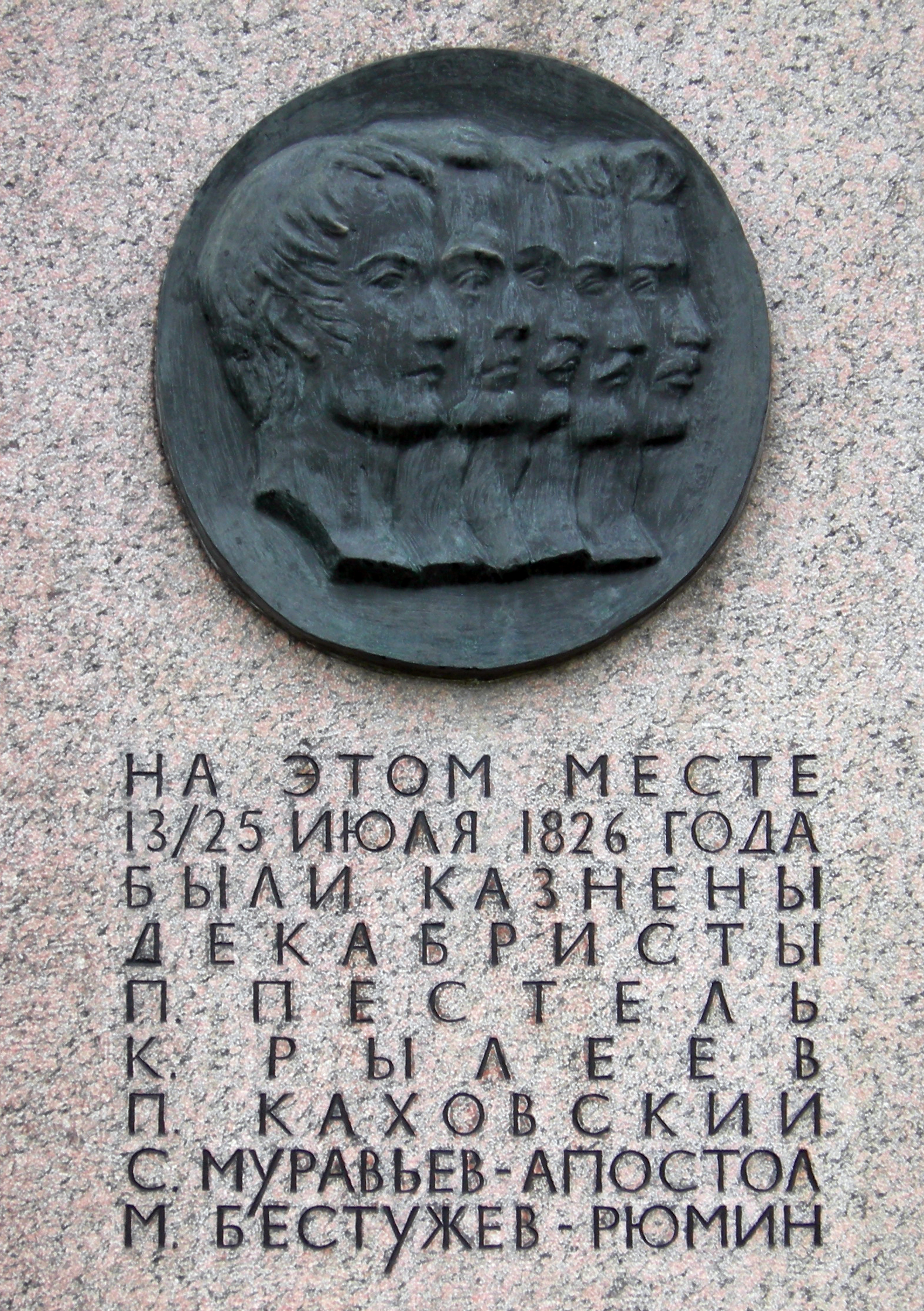
Бронзовый медальон с профилями казненных декабристов.

Памятник на месте казни декабристов был сооружен в соответствии с распоряжением Совета Министров РСФСР и решением Ленгорисполкома к 150-летней годовщине восстания декабристов. Проект памятника выполнили архитекторы Петров В. А. и Леляков А. Г., скульпторы Игнатьев А. М., Дема А. Г. Обелиск из розового гранита установлен на гранитном постаменте, общая высота сооружения 9 м. На лицевой стороне расположен бронзовый медальон с профилями казненных декабристов и нанесена надпись: На этом месте / 13/25 июля 1826 года / были казнены / декабристы / П. Пестель / К. Рылеев / П. Каховский / С. Муравьев-Апостол / М. Бестужев-Рюмин. С тыльной стороны постамента цитата из стихотворения «Чаадаеву» А. С. Пушкина: Товарищ, верь, взойдет она / звезда пленительного счастья / Россия вспрянет ото сна / и на обломках самовластья / напишут наши имена!. У подножия обелиска, на отдельном гранитном основании, кованная плита с оковами и сломанной шпагой. Памятник открыт 25 декабря 1975 г.

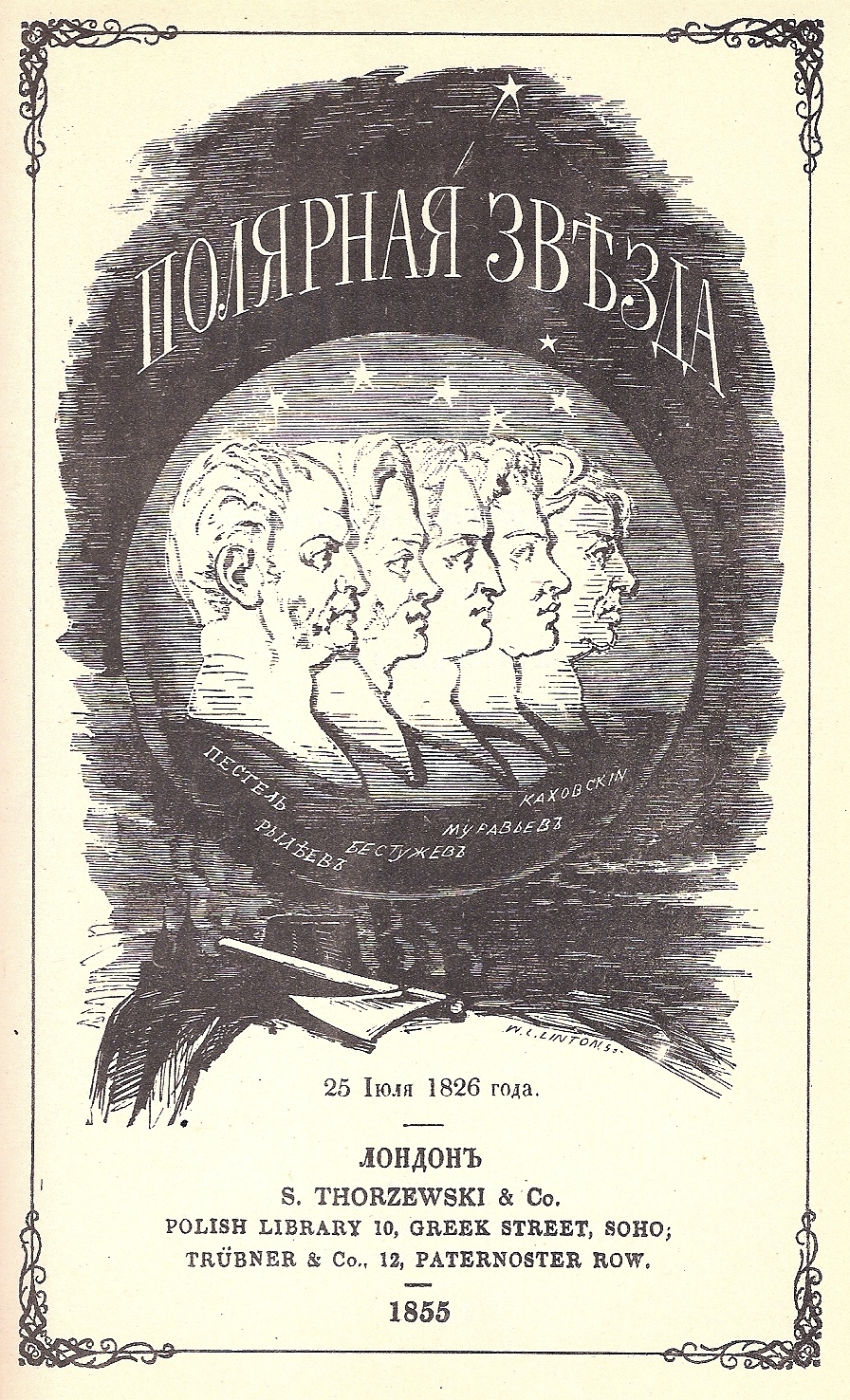
Полярная звезда на 1855 год. Обложка первого выпуска.

Профили декабристов на бронзовом медальоне воспроизводят изображение профилей пяти казненных декабристов — Рылеева, Бестужева-Рюмина, Муравьева-Апостола, Пестеля и Каховского, которое английский рабочий-гравер и литератор, участник движения чартистов Вильям Линтон создал по просьбе А. И. Герцена для обложки и титульного листа первого выпуска альманаха «Полярная звезда» (1855).